# Regione H I
La locuzione regione H I (regione acca primo) identifica una classe di nubi interstellari costituita da idrogeno neutro monoatomico (H I).

## Caratteristiche
Queste regioni emettono un quantitativo estremamente basso di radiazione elettromagnetica, eccezion fatta per le emissioni nella banda dei 21 cm (1420 MHz), propria dell'idrogeno neutro monoatomico; dal momento che tale banda ha una probabilità di transizione molto bassa, sono necessarie enormi quantità di idrogeno per rendere visibili queste nubi.

Il grado di ionizzazione di una regione H I è molto basso e corrisponde a circa 10−4, ovvero una particella ionizzata su 10.000.
La temperatura di una regione H I è di circa 100 K, ed è solitamente considerata isotermica, tranne qualora sia associata a una regione H II in espansione; in questo caso, la regione H II è circondata da una regione H I più densa, separata dal restante gas neutro "indisturbato" da un'onda d'urto e dalla regione H II vera e propria da un fronte di ionizzazione.

## Diffusione
La mappatura delle emissioni alle lunghezze d'onda dell'H I con un radiotelescopio è una tecnica largamente utilizzata per determinare la struttura di una galassia spirale. Tale tecnica trova impiego anche per definire le perturbazioni gravitazionali tra galassie interagenti; infatti, quando due galassie si urtano, la materia viene trascinata via in varie strisce, che consentono agli astronomi di comprendere in che direzione e in che modo le galassie si stanno muovendo.

## Nubi ad alta velocità
Nella nostra galassia, la Via Lattea, sono state scoperte una particolare classe di nubi di H I, le cosiddette nubi ad alta velocità (HVC, acronimo di High Velocity Cloud), che possiedono velocità superiori a quelle esplicabili tenendo in considerazione solamente la velocità di rotazione della Via Lattea. Per definizione, tali nubi devono possedere una vlsr (ovvero la velocità standard locale di riposo, local standard rest velocity) superiore a 90 km s-1. La loro composizione ricalca quella delle regioni H I.
Le teorie formulate per esplicare questo fenomeno considerano la materia residuata dal processo di formazione della nostra Galassia, oppure la materia strappata dalle interazioni mareali intercorse con altri membri del Gruppo Locale, come la cosiddetta Corrente Magellanica. Per poter far chiarezza tuttavia sull'origine di queste nubi, è necessaria una migliore comprensione della loro distanza e della loro metallicità.

## Formazione ed evoluzione
Le regioni H I si formano per addensamento del mezzo interstellare.
Il mezzo interstellare è inizialmente molto rarefatto, con una densità compresa tra 0,1 e 1 particella per cm³. La dispersione di energia, che si traduce in un'emissione di radiazione nell'infrarosso lontano (meccanismo questo assai efficiente) e dunque in un raffreddamento della nube, fa sì che la materia del mezzo si addensi nelle regioni H I; man mano che il raffreddamento prosegue, le nubi divengono sempre più dense. Quando la densità raggiunge le 1000 particelle al cm³, la nube diviene opaca alla radiazione ultravioletta galattica; tali condizioni permettono agli atomi di idrogeno di combinarsi in molecole biatomiche (H2), tramite meccanismi che vedono coinvolte le polveri in qualità di catalizzatori; tali regioni prendono il nome di nubi molecolari, che possono contenere al loro interno anche complesse molecole organiche.
All'interno delle nubi molecolari avvengono fenomeni di formazione stellare; le stelle che si formano al loro interno contribuiscono, al termine della loro esistenza, ad arricchire il mezzo, e di conseguenza le nubi, di nuova materia (per lo più metalli), che si è prodotta al loro interno tramite processi di nucleosintesi. Pertanto si ritiene che le nubi facciano parte del ciclo del mezzo interstellare, secondo cui i gas e le polveri, materia prima per la formazione di nuove stelle, passano dalle nubi ad esse e, al termine della loro esistenza, tornino nuovamente a costituire nubi, costituendo il materiale di partenza per una successiva generazione di stelle.